# 審判学校
審判学校（しんぱんがっこう）とは、アメリカ合衆国、フロリダ州にあるプロ野球審判員養成学校。
毎年1月第1週～2月第2週にかけての5週間開校される。
審判学校は現在、世界に2校、アメリカにしか存在しない。したがって、アメリカ国内はもちろん、カナダ、日本、プエルトリコ、オーストラリアなど野球が競技されている外国から毎年多数の生徒が入学する。多くの生徒は、メジャーリーグ（MLB）審判員を目指して入学するが、自らの技術向上のために入学する審判員もいる。
メジャーリーグ審判員を目指す生徒は、審判学校を優秀な成績で卒業し、まずマイナーリーグ審判員の候補生として、マイナーリーグ審判組織（PBUC）に推薦されなければならない。たとえ、マイナーリーグ審判員になり昇格を続けたとしても、MLBまで昇格できる審判員はごくわずかであり、その道のりは選手以上に過酷で険しいといわれている。
日本人も、毎年数名入学している。プロ野球審判員（NPB）は、各リーグ審判部入局後、通常1年目のオフに留学という形で入学し、卒業証書を取得し帰国する。
その他アマチュア審判員の日本人は、その多くがMLB審判員を大きな目標に掲げ入学している。

## 現在ある審判学校
現在、MLBにより公認されている審判学校は以下の2校である。両校とも、高校卒業後18歳以上であれば国籍、性別、審判経験を問わず、誰でも入学することができる。
- ハリー・ウェンデルステッド審判学校（かつてのセ・リーグ審判員の留学先）
- ジム・エバンス審判学校（かつてのパ・リーグ審判員の留学先）

## 過去に存在した審判学校
- ジョー・ブリンクマン審判学校
- ビル・キナモン審判学校
- アル・ソマーズ審判学校